# Cymothoe reinholdi
Cymothoe reinholdi là một loài bướm thuộc họ Nymphalidae. Nó phân bố ở Nigeria, Cameroon, Gabon, Cộng hòa Congo, Cộng hòa Trung Phi và Cộng hòa Dân chủ Congo. Loài này sinh sống ở rừng nguyên sinh.
Ấu trùng ăn loài Casearia congensis.

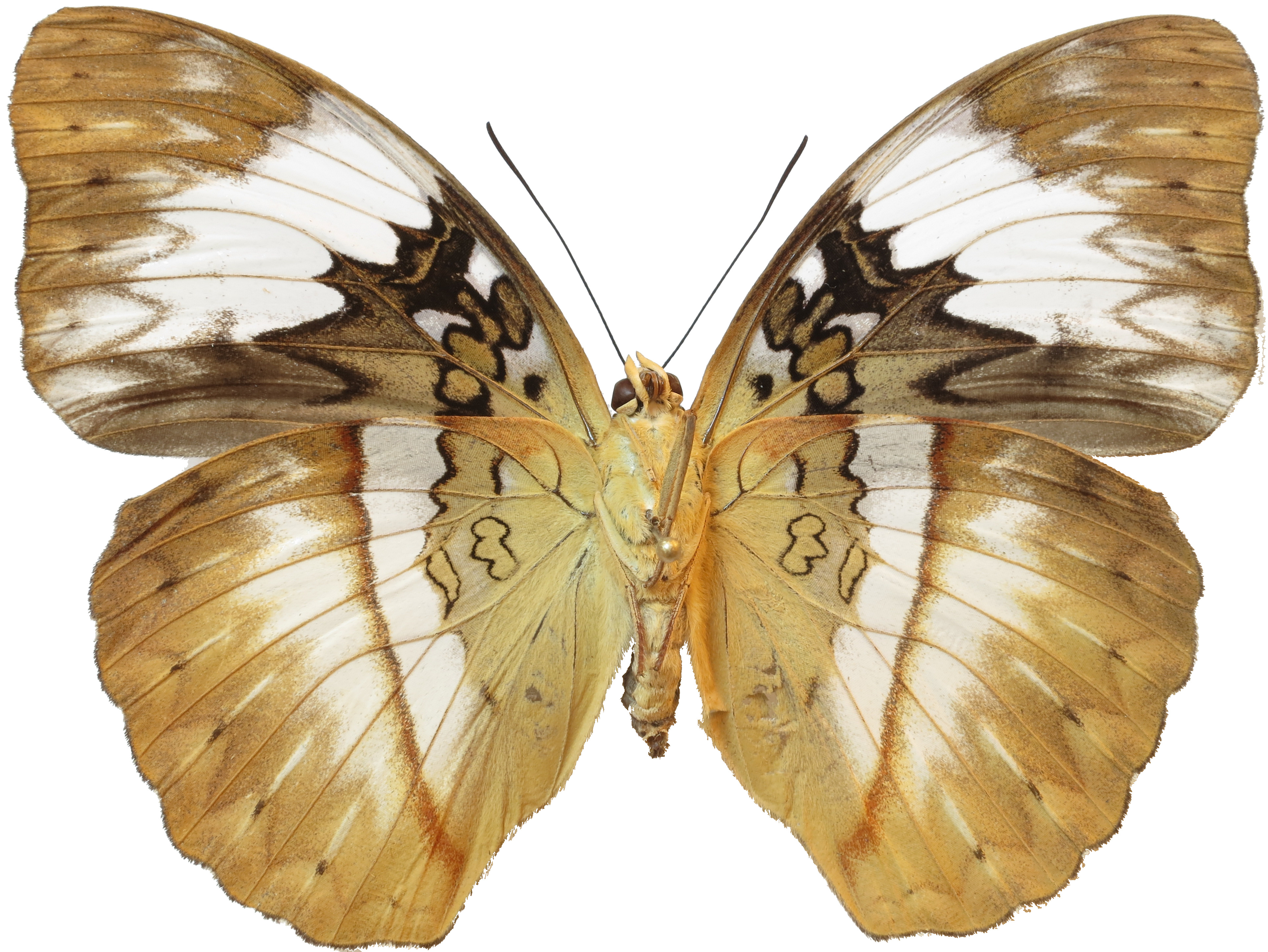
C. reinholdi vitalis

## Phân loài
- Cymothoe reinholdi reinholdi (Nigeria: Cross River loop, Cameroon, Gabon, Congo)
- Cymothoe reinholdi vitalis Rebel, 1914 (Cộng hòa Trung Phi, trung và Đông Bắc Cộng hòa Dân chủ Congo)